# Gekraagde trogon
De gekraagde trogon (Trogon collaris) behoort tot de Trogoniformes. 

## Kenmerken
Deze vogel is 25 cm groot. 

## Leefwijze
De kraagtrogon leeft meestal solitair of in paartjes en deze soort zit vaak lange tijd doodstil op een tak om plotseling naar een insect of hangende vruchten te duiken.

## Verspreiding en leefgebied
Deze vogel leeft in rivierbossen en bosranden in Midden-Amerika en Zuid-Amerika en telt tien ondersoorten:
- T. c. puella: van centraal Mexico tot westelijk Panama.
- T. c. underwoodi: noordwestelijk Costa Rica.
- T. c. aurantiiventris: centraal Costa Rica en westelijk Panama.
- T. c. extimus: noordoostelijk Panama.
- T. c. heothinus: Darién in oostelijk Panama.
- T. c. virginalis: westelijk Colombia, westelijk Ecuador en noordwestelijk Peru.
- T. c. subtropicalis: centraal Colombia.
- T. c. exoptatus: noordelijk Venezuela.
- T. c. collaris: van Colombia tot noordelijk Bolivia en het westelijke deel van Centraal-Brazilië, de Guyana's en Trinidad en Tobago.
- T. c. castaneus: van zuidoostelijk Colombia en noordwestelijk Brazilië tot oostelijk Peru, noordelijk Bolivia en oostelijk Brazilië.

## Status
De grootte van de populatie is in 2022 geschat op 5-50 miljoen volwassen vogels. Op de Rode lijst van de IUCN heeft deze soort de status niet bedreigd.